# Cassida mysorensis
Cassida mysorensis es un coleóptero de la familia Chrysomelidae.
Fue descrita científicamente en 1996 por Borowiec & Swietojanska.